# 紅帶箭毒蛙
紅帶箭毒蛙是一种箭毒蛙，这是一个哥伦比亚的特有种。它的主要栖息地是热带和亚热带雨林和山地森林。目前，由于其栖息地被破坏，这种箭毒蛙目前处于极危状态。其名称的来源是哥伦比亚保育生物學家Federico Carlos Lehmann.